# Bardylis II
Bardylis II (IV/III w. p.n.e.) (gr.: Βάρδυλλις, Bárdyllis) – król iliryjskich Dardanów w latach ok. 395–295 p.n.e. Prawdopodobnie syn Klejtosa, króla iliryjskich Dardanów. Wzmiankowany ok. r. 395 p.n.e., kiedy to dał swą córkę Birkennę za żonę Pyrrusowi, królowi Epiru. Birkenna, jako jego trzecia żona, urodziła mu syna Helenosa. Nie jest znana data śmierci Bardylisa II. Następcą na tronie Dardanów został Monunios I, prawdopodobnie jego syn.